# Gian lận trong thể thao điện tử
Gian lận trong thể thao điện tử là hành vi cố ý vi phạm quy tắc của cơ quan quản lý thể thao điện tử hoặc các hành vi khác nhằm mang lại lợi thế không công bằng cho người chơi hoặc đội chơi khác. Về mặt bản chất, thể thao điện tử là các cuộc thi, giải đấu trò chơi điện tử trong một môi trường cạnh tranh có tổ chức. Các giải đấu này thường có phần thưởng dành cho các đội tuyển, người chơi có thành tích cao nhất, từ đó nó cũng tạo tiền đề để một số người chơi gian lận. Các hình thức gian lận có thể kể đến như sử dụng aimbot, nhìn xuyên tường (wallhack), lợi dụng lỗi game, sử dụng các loại thuốc giúp tăng cường hiệu suất làm việc như Ritalin, Adderall. Ngoài ra còn có cả việc dàn xếp tỷ số đối với giải đấu của trò chơi điện tử có tính đối kháng.
Không giống như các môn thể thao truyền thống, thể thao điện tử không được công nhận là môn thể thao chính thức ở nhiều quốc gia. Điều đó đã dẫn đến việc thiếu các quy định tiêu chuẩn chung. Ngoài ra, các nhà phát triển trò chơi và các đơn vị tổ chức giải đấu riêng lẻ có thể có những cách tiếp cận khác nhau trong việc thực thi quy tắc, dẫn đến sự không nhất quán trong việc xử lý các vụ việc gian lận. Một số tổ chức quản lý cấp toàn cầu như Esports Integrity Commission đã nỗ lực thiết lập và thực thi các chính sách nhằm đảm bảo tính liêm chính trong các giải đấu, nhưng phần lớn vẫn chưa đạt được thành công.

## Bối cảnh
Thể thao điện tử là môn thể thao mà các đội chuyên nghiệp tham gia thi đấu trong các trò chơi điện tử có tính tổ chức và cạnh tranh. Tương tự như các môn thể thao truyền thống, các game thủ thể thao điện tử chuyên nghiệp thường được các tổ chức thể thao điện tử (đội tuyển) ký hợp đồng để tham gia các giải đấu. Có nhiều thể loại trò chơi điện tử có gắn liền với thể thao điện tử, chẳng hạn như bắn súng góc nhìn thứ nhất (FPS), đấu trường trực tuyến nhiều người chơi (MOBA) và trò chơi điện tử liên quan thể thao. Do người hâm mộ có thể theo dõi các buổi phát sóng trực tiếp trên các nền tảng như Twitch và ESPN hoặc đến xem trực tiếp tại nơi tổ chức thi đấu, một số sự kiện thể thao điện tử đã thu hút lên đến hàng triệu người xem. Ví dụ, giải đấu The International của tựa game Dota 2 có tổng giải thưởng lên đến trên 47 triệu đô la Mỹ. Với tiềm năng kiếm được khoản lợi nhuận tài chính đáng kể, game thủ có thể bị cám dỗ, dẫn tới hành vi gian lận.

## Các quy định cụ thể
Trái ngược với các giải đấu thể thao truyền thống như bóng đá được quản lý bởi FIFA, hay NFL trong bóng bầu dục Mỹ, thể thao điện tử không có một cơ quan quản lý chung duy nhất. Khác với các giải đấu này, vốn tự quản lý và tuân theo các quy chế, luật lệ cùng các quy định quốc gia hoặc bang, các giải thể thao điện tử hoạt động ở mức độ tự chủ đáng kể. Việc thể thao điện tử chưa được công nhận rộng rãi là môn thể thao chính thức ở nhiều quốc gia đã đặt ra thách thức cho việc lập và thực thi các quy định toàn diện. Do đó, trách nhiệm thiết lập quy tắc trong các giải thể thao điện tử thường thuộc về phía ban tổ chức, với việc các quy định của họ phải được nhà phát triển trò chơi tương ứng phê duyệt.
Các giải đấu esports được quản lý bởi hai loại tổ chức chính: tổ chức chung (cho nhiều trò chơi khác nhau) và tổ chức chuyên biệt (cho từng trò chơi cụ thể). Ví dụ, các tổ chức chung như Hiệp hội Thể thao điện tử Thế giới (WESA), Hội Thể thao điện tử giải trí Việt Nam (VIRESA), Liên đoàn Thể thao điện tử Quốc tế (IESF) và Liên đoàn Thể thao Điện tử (ESL) có trách nhiệm thực thi các chính sách trên nhiều tựa game thể thao điện tử khác nhau. Dù đã nỗ lực quản lý ngành thể thao điện tử, nhưng các tổ chức này vẫn còn gặp nhiều thách thức trong việc đạt được thành công toàn diện. Vào năm 2019, tổ chức Esports Integrity Commission (ESIC) đã trở thành cơ quan quản lý hàng đầu, chuyên giám sát và thực thi các tiêu chuẩn đạo đức trong thể thao điện tử. Tuy nhiên, các giải đấu và ban tổ chức giải không bị bắt buộc phải tham gia ESIC, nên ESIC không có thẩm quyền rộng rãi trên các giải đấu. ESIC coi các hành vi sử dụng phần mềm gian lận, tấn công trực tuyến, dàn xếp trận đấu và sử dụng doping là những hình thức gian lận nghiêm trọng nhất trong thể thao điện tử.
Mặt khác, các tổ chức chuyên biệt cho từng trò chơi chỉ tập trung vào một tựa game duy nhất và thường do nhà phát hành của trò chơi đó quản lý. Một số ví dụ nổi bật có thể kể đến như Overwatch League, League of Legends Championship Series và Call of Duty League.

## Các hình thức gian lận
Gian lận trong thể thao điện tử có thể được chia thành hai loại: gian lận để thắng và gian lận để thua. Gian lận để giành chiến thắng là hành vi tìm cách có được lợi thế không công bằng so với đối thủ bằng các phương thức phi pháp. Các hình thức phổ biến bao gồm sử dụng phần mềm gian lận, tấn công trực tuyến và sử dụng chất kích thích, tức doping. Gian lận để thua là hành vi cố tình chơi kém hoặc thua một trận đấu, thường nhằm mục đích trục lợi tài chính. Hành vi này có thể được thực hiện thông qua việc dàn xếp trận đấu, mua chuộc trọng tài, thao túng cấu trúc giải đấu.

### Gian lận để thắng

#### Gian lận bằng phần mềm

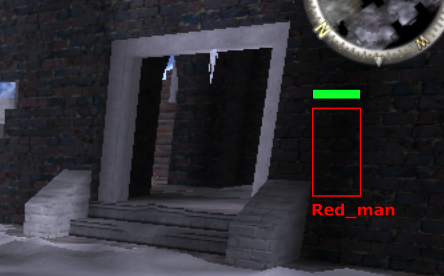
Wallhack (nhìn xuyên tường) cho phép người chơi có thể nhìn thấy vị trí của đối thủ mà không cần phải ở trong tầm nhìn trực diện của người chơi.

Một hình thức gian lận phổ biến trong thể thao điện tử là sử dụng phần mềm bên thứ ba trái phép, thường gọi là phần mềm gian lận. Những phần mềm này mang lại cho người chơi lợi thế không công bằng so với đối thủ, làm suy giảm tính công bằng của giải đấu. Một trong số phần mềm gian lận phổ biến là aimbot, một chương trình được thiết kế để tự động nhắm mục tiêu vào đối thủ với tốc độ và độ chính xác cao hơn so với khả năng của con người. Các máy chủ dùng trong giải thể thao điện tử thường xây dựng và/hoặc sử dụng phần mềm chống gian lận tích hợp để phát hiện và ngăn chặn việc sử dụng các phần mềm trái phép này, tuy nhiên, vẫn có một số phần mềm gian lận có thể tránh khỏi bị các phần mềm chống gian lận này phát hiện.
Một dụ điển hình về việc người chơi sử dụng phần mềm hỗ trợ trái phép là trường hợp của XektoR, một tuyển thủ Counter-Strike (CS). Trong các trận đấu trực tuyến (online) thuộc giải đấu ESL Pro Series của Đức năm 2008, XektoR đã thể hiện thành tích đặc biệt xuất sắc. Tuy nhiên, trong các trận thi đấu trực tiếp (onlan), phong độ thi đấu của anh bỗng giảm sút đáng kể. Sau khi xem xét dữ liệu phân tích trận đấu trực tuyến, các thành viên trong ban tổ chức của ESL đã phát hiện bằng chứng cho thấy XektoR đã sử dụng aimbot và wallhack trong các trận đấu trực tuyến. Kết quả là anh đã bị cấm thi đấu trong vòng hai năm. Sau lệnh cấm này, đội của XektoR đã kiện ban tổ chức ESL lên Tòa án Quận Cologne. Mặc dù tòa án không đưa ra phán quyết về việc XektoR có gian lận hay không, nhưng họ cho rằng các biện pháp mà ban tổ chức ESL áp dụng là hợp lý.
Việc sử dụng phần mềm gian lận không chỉ giới hạn trong các trận đấu trực tuyến. Trong một trường hợp khác, tại giải Extremesland Zowie Asia CS:GO 2018 ở Thượng Hải, tuyển thủ Nikhil "Forsaken" Kumawat đã bị phát hiện sử dụng aimbot. Khi ban vận hành giải đấu đến gần khu vực Forsaken để kiểm tra máy tính, anh đã cố gắng xua đuổi người quản lý đó đi và nhanh chóng xóa các tập tin có liên quan đến chương trình hack để tránh bị phát hiện. Vì thế đội tuyển của anh, OpTic India, đã bị loại khỏi giải đấu và sau đó đã tan rã hoàn toàn. Sau đó, khi ESL Ấn Độ xem xét toàn diện lại lối chơi của Kumawat tại một giải đấu trước đó là Vòng chung kết Giải Ngoại hạng Ấn Độ mùa thu, họ đã tìm thấy bằng chứng rõ ràng về hành vi gian lận ở cả hai giải đấu, từ đó dẫn đến án cấm thi đấu 5 năm từ ESIC.

#### Gian lận bằng phần cứng
Ban tổ chức các giải đấu thường đặt ra giới hạn về loại thiết bị ngoại vi mà người chơi được phép sử dụng trong các giải đấu. Mặc dù nhiều giải đấu cho phép tuyển thủ mang theo chuột và bàn phím cá nhân, nhưng cũng chính điều này có thể tạo ra nguy cơ sử dụng thiết bị can thiệp trái phép vào tính công bằng của trò chơi.
Trong giải đấu The International năm 2018 của tựa game Dota 2, đội tuyển Peru Thunder Predator đã phải đối mặt với án phạt sau khi ban tổ chức phát hiện Atún, một trong những người chơi của đội, đã lập trình các lệnh macro vào chuột của mình trong một trận đấu vòng loại diễn ra vào ngày 19 tháng 6 năm 2018. Theo đó, ban tổ chức của TI2018 là FACEIT cho rằng việc sử dụng chuột được lập trình sẵn là tương đương với việc chạy phần mềm gian lận, dẫn đến việc Thunder Predator bị loại khỏi giải đấu.
Tuy nhiên, gian lận bằng phần cứng cũng không chỉ giới hạn ở chuột và bàn phím. Trong một vụ việc khác có liên quan đến CS:GO, một game thủ có tên Ra1f đã bị phát hiện sử dụng gian lận bằng phần cứng vào năm 2018. Ra1f đã sử dụng một kỹ thuật liên quan đến việc kết nối một máy tính thứ hai với máy tính chính của mình, vượt qua hàng rào công nghệ chống gian lận được giải đấu ESEA League sử dụng. Kỹ thuật này cho phép anh giành được lợi thế không công bằng bằng cách tiết lộ vị trí của tất cả đối thủ trong khi trận đấu đang diễn ra.

#### Lợi dụng lỗi trong trò chơi
Lỗi phần mềm là một sự cố kỹ thuật khó tránh khỏi trong hầu hết các trò chơi điện tử. Một số cá nhân hoặc nhóm có thể khai thác những lỗi này để giành lợi thế không công bằng trước với đối thủ của họ. Trong khi hầu hết các quy tắc về tính công bằng trong giải đấu thể thao điện nghiêm cấm việc cố ý khai thác lỗi, thì trong một số trường hợp nhất định, việc vô tình sử dụng lỗi có thể được bỏ qua.
Tựa game CS:GO đã chứng kiến một số trường hợp cố ý lợi dụng lỗi trong trò chơi. Trong một trận đấu tại DreamHack Winter 2014, đội Fnatic đã khai thác lỗi cho phép họ đứng trên các gờ vô hình, nhìn xuyên qua các vật thể rắn, và thậm chí còn trở nên miễn nhiễm với sát thương. Vì hai hành động khai thác lỗi trên của Fnatic vi phạm trực tiếp quy định của giải đấu, ban tổ chức đã quyết định cho thi đấu lại trận đấu, tuy nhiên Fnatic đã chọn cách bỏ cuộc. Tương tự, tại giải đấu PGL Major: Kraków 2017, đội BIG đã sử dụng một lỗi cho phép họ thò đầu qua tường mà không tiết lộ vị trí của họ ở góc nhìn của đội đối thủ. Mặc dù BIG không bị ban tổ chức giải đấu xử phạt, nhưng tính hợp pháp của hành động này đã gây ra tranh cãi về tinh thần thể thao. Sau trận đấu, các đội còn lại trong giải đấu đã ký vào một bản thỏa thuận không lợi dụng lỗi này trong các trận đấu tiếp theo.
Việc khai thác lỗi thường do các tuyển thủ thực hiện, nhưng trong lịch sử thể thao điện tử có một vụ bê bối lạm dụng lỗi nghiêm trọng nhất, là vụ việc mà đích huấn luyện viên của đội tuyển đã khai thác lỗi trong Counter-Strike. Vào tháng 8 năm 2020, ESL đã cấm ba huấn luyện viên lợi dụng lỗi cho phép họ nhìn thấy những phần khu vực trong bản đồ mà họ không được phép nhìn thấy trong các trận đấu. Sau các cuộc điều tra bổ sung, vào tháng 9 cùng năm, ESIC đã tiến hành xử phạt đối với 37 huấn luyện viên, với thời gian cấm tham gia các giải đấu kéo dài từ 5 đến 36 tháng. Tháng 5 năm 2022, ESIC đã thi hành 100 quyết định xử phạt mới, theo đó tiếp tục xử lý những cá nhân liên quan đến vụ bê bối lợi dụng chế độ góc nhìn của người quan sát (tức chế độ khán giả).

#### Sử dụng doping
Tương tự như việc sử dụng doping trong thể thao truyền thống, việc sử dụng chất kích thích tăng cường hiệu suất đã trở thành một vấn đề đáng lo ngại trong thể thao điện tử, đặc biệt là đối với các loại nootropic như Ritalin và Adderall. Một số quốc gia có quy định hạn chế việc sử dụng thuốc tăng cường hiệu suất. Trong đó, Cơ quan Phòng chống Doping Hoa Kỳ (USADA), vốn tuân thủ Bộ luật Chống Doping Thế giới (WADA), duy trì một danh sách các chất cấm, trong đó có Ritalin. Tuy nhiên, tính đến năm 2019, Adderall vẫn chưa có trong danh sách này. Cơ quan Phòng chống Doping Quốc gia Ấn Độ (NADA) cũng tuân theo danh sách các chất cấm giống như WADA. Tuy nhiên, hiện vẫn chưa rõ liệu các quy định của USADA hoặc NADA có được áp dụng trực tiếp cho các vận động viên thể thao điện tử hay không.
Năm 2015, vấn đề sử dụng Adderall trong thi đấu chuyên nghiệp CS:GO được đưa ra ánh sáng khi tuyển thủ Kory "Semphis" Friesen đã công khai thừa nhận rằng gần như tất cả người chơi đều sử dụng loại thuốc này. Đáp lại tuyên bố ấy, vào tháng 8 năm 2015, ESL đã thực thi các chính sách chống doping tương tự như trong môn đua xe đạp và Thế vận hội Olympics. Tuy nhiên, nhiều câu hỏi đã được đặt ra liên quan đến tính hiệu quả của các quy định này vì một số thuốc tăng cường hiệu suất như Adderall có thể không có tác dụng lên cơ thể người chơi trong một thời gian dài. Vào năm 2016, một báo cáo của ESL chỉ ra rằng không có tuyển thủ nào có kết quả xét nghiệm dương tính với các chất kích thích, nhưng vẫn còn nghi ngờ liệu các chính sách này có thực sự ngăn chặn được các hành vi như vậy hay không. Một cuộc điều tra năm 2020 của tờ Washington Post tiết lộ rằng việc sử dụng Adderall đã là một "điều bí mật ai cũng biết" trong cộng đồng thể thao điện tử suốt nhiều năm. Mặc dù vấn đề này đã được nhận thức rộng rãi, nhiều giải đấu vẫn không tiến hành kiểm tra doping cũng như không đưa ra quan điểm rõ ràng trong việc quản lý việc sử dụng các loại thuốc này trong các giải đấu.

#### Tấn công trực tuyến
Trong khi một số sự kiện hoặc toàn giải đấu thể thao điện tử được tổ chức trực tiếp tại sân vận động có sự chứng kiến của khán giả, một số trận đấu ở giai đoạn vòng loại trực tiếp lại diễn ra trực tuyến. Trong các trận đấu này, các người chơi và các đội có thể bị ảnh hưởng bởi các cuộc tấn công trực tuyến, thường được gọi là tấn công từ chối dịch vụ phân tán (DDoS). Khi đó, kẻ tấn công tạo ra một lượng lớn lưu lượng truy cập nhằm làm gián đoạn kết nối internet của người chơi, gây ra tình trạng lag nghiêm trọng khiến họ không thể chơi game một cách bình thường.
Một sự cố đáng chú ý đã xảy ra vào năm 2015 trong trận đấu giữa Denial Esports và Dignitas tại giải League of Legends European Challenger Series. Một tuyển thủ của Denial đã bị tấn công DDoS trong trận đấu, khiến cho đội chơi buộc phải tạm dừng trận đấu. Mặc dù tuyển thủ đã cố gắng di chuyển đến nhiều địa điểm khác nhau để tiếp tục trận đấu nhưng họ vẫn liên tục bị tấn công DDoS, khiến việc thi đấu trở nên bất khả thi. Kết quả là Denial Esports buộc phải bỏ cuộc sau khi vượt quá thời gian tạm dừng tối đa mười phút.

#### Ghost

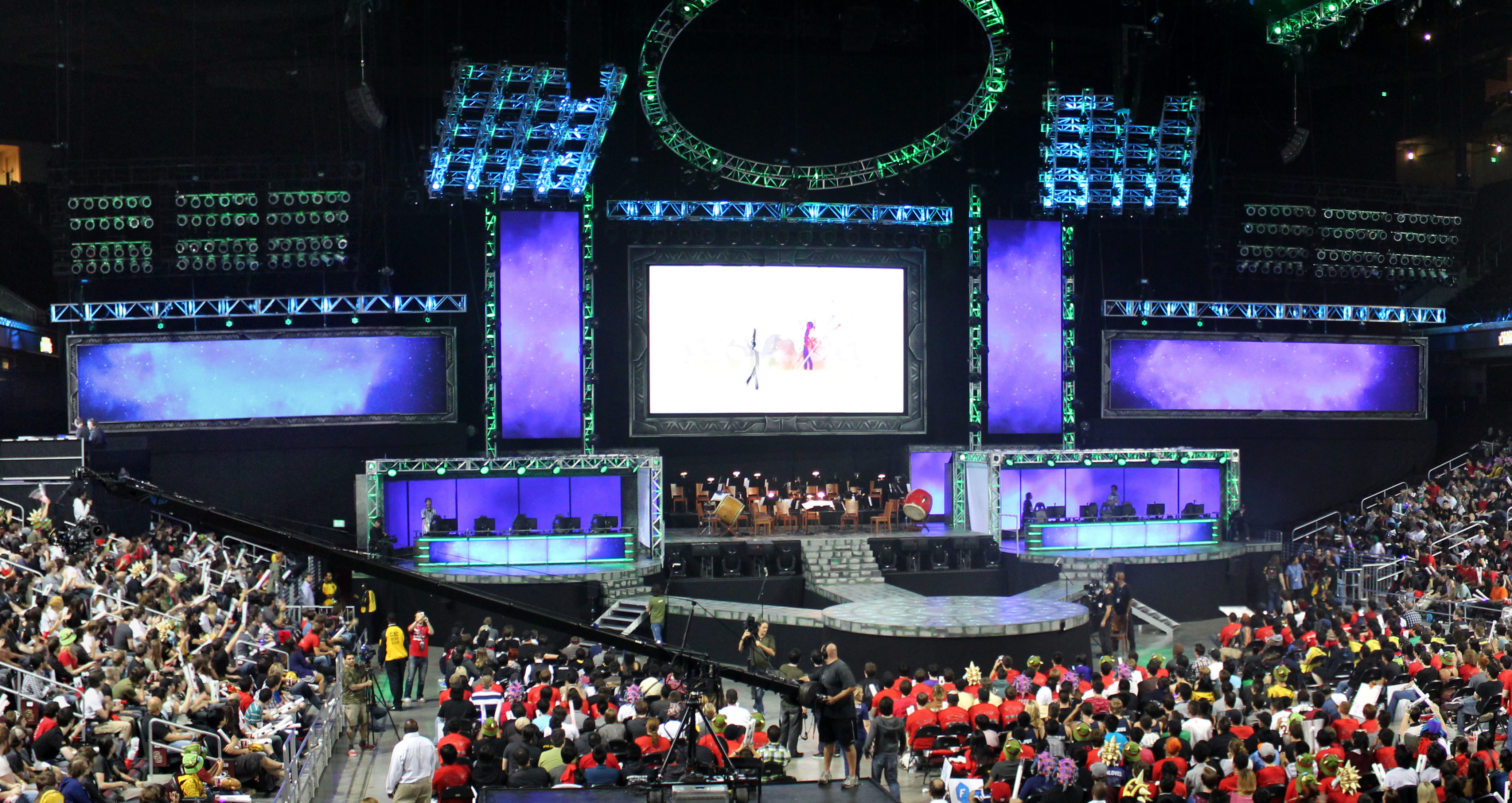
Sân khấu tại Galen Center được thiết kế cho Giải vô địch thế giới Liên Minh Huyền Thoại 2012

Ghost là hành vi mà một người chơi hoặc đội tuyển nhận thông tin từ bên ngoài trong khi thi đấu, thông qua các nguồn không thuộc môi trường trong game chính thức, chẳng hạn như từ người xem livestream hoặc được khán giả tại sân thi đấu "nhắc bài".  Một vụ ghosting đáng chú ý đã xảy ra trong trận đấu giữa Azubu Frost và Team SoloMid tại Giải vô địch thế giới Liên Minh Huyền Thoại 2012. Trong lúc trận đấu đang diễn ra, một tuyển thủ của Frost dường như đã liếc nhìn màn hình dành cho khán giả, giúp anh nắm bắt được vị trí hiện tại của đối thủ trên bản đồ. Sau đó Riot Games đã điều tra vụ việc và quyết định giữ nguyên kết quả trận đấu, tuyên bố rằng vụ việc không ảnh hưởng đáng kể đến kết quả của trận đấu, nhưng cuối cùng họ đã phạt Azubu Frost 30.000 đô la Mỹ vì hành vi vi phạm này. Hơn nữa, Riot đã xem xét bốn trường hợp khác có khả năng đã nhìn lén màn hình trong suốt giải đấu và kết luận rằng không có trường hợp nào ảnh hưởng đến kết quả của các trận đấu.
Một vụ việc đáng chú ý khác xảy ra tại trận Chung kết Fornite World Cup 2019. Trong trận này, tuyển thủ Mark "Letw1k3" Danilov đã bị phát hiện nhìn vào màn hình dành cho khán giả. Đây là điều bị nghiêm cấm theo quy định của giải đấu, do đó Danilov đã bị loại khỏi trận đấu và truất quyền thi đấu. Trước đó, anh cũng đã từng bị ban tổ chức giải đấu cảnh cáo nhiều lần.

### Gian lận để thua

#### Dàn xếp trận đấu
Dàn xếp tỷ số trong thể thao điện tử có nhiều điểm tương đồng với dàn xếp tỷ số trong thể thao truyền thống. Điều này xảy ra khi một đội hoặc tuyển thủ cố tình thi đấu dưới năng lực thật của họ hoặc cố tình thua trận để thu lợi bất chính, thường là thông qua gian lận trong các vụ cá cược. Hành vi này thường gắn liền với các thị trường cá cược và cờ bạc. Tại Hoa Kỳ, có một số luật và án lệ nhằm trừng phạt hành vi hối lộ, cờ bạc và dàn xếp tỷ số trong các môn thể thao truyền thống, chẳng hạn như Đạo luật Wire Act năm 1961 và Đạo luật Sports Bribery Act (tạm dịch: Chống hối lộ trong thể thao) năm 1964. Tuy nhiên, việc áp dụng các đạo luật này vào thể thao điện vẫn còn nhiều tranh cãi, do mỗi khu vực pháp lý lại có một cách riêng trong việc công nhận thể thao điện tử là một môn thể thao truyền thống.
Vụ việc dàn xếp tỷ số lớn đầu tiên trong thể thao điện tử xảy ra vào năm 2010 khi Hiệp hội thể thao điện tử Hàn Quốc (KeSPA), một tổ chức quản lý thể thao điện tử tại Hàn Quốc, đã cấm thi đấu vĩnh viễn 11 tuyển thủ StarCraft và phạt tiền sau khi phát hiện họ có hành vi dàn xếp tỷ số. Một số tuyển thủ liên quan thậm chí còn phải đối mặt với hậu quả pháp lý và bị kết án tù. Một vụ bê bối dàn xếp tỷ số StarCraft khác nổ ra vào năm 2016, khi nhà vô địch thế giới StarCraft II, Lee "Life" Seung-hyun, thừa nhận đã cố tình thua hai trận đấu để nhận khoảng 62.000 đô la Mỹ vào tháng 5 năm 2015. Anh đã bị KeSPA cấm thi đấu suốt đời và phải đối mặt với án tù. Cũng tại Hàn Quốc, một trong những vụ bê bối dàn xếp tỷ số lớn nhất trong thể thao điện tử xảy ra khi chính quyền Hàn Quốc bắt giữ 12 cá nhân, bao gồm ba tuyển thủ, liên quan đến năm trận đấu StarCraft II bị dàn xếp vào tháng 10 năm 2015.
Vụ bê bối dàn xếp tỷ số Counter-Strike năm 2015 liên quan đến iBUYPOWER và NetCodeGuides là một trong những trường hợp đáng chú ý nhất trong lịch sử thể thao điện tử. Vụ việc bị phanh phui khi iBUYPOWER cố tình thua một trận đấu trước NetCodeGuides vào tháng 8 năm 2014. Hậu quả là bảy tuyển thủ bị cấm tham gia các giải đấu do Valve tài trợ trong tương lai.

#### Dàn xếp cục bộ
Dàn xếp cục bộ (spot fixing) là một hình thức thao túng trận đấu tương tự như dàn xếp kết quả, nhưng thay vì sắp xếp toàn bộ trận đấu, dàn xếp cục bộ tập trung vào việc thao túng các tình huống hoặc khoảnh khắc cụ thể trong trò chơi. Hành vi này thường được thực hiện nhằm trục lợi từ các phần cược phụ hoặc các sự kiện trong trò chơi có thể bị nhắm đến để trục lợi bất hợp pháp. Vào tháng 5 năm 2022, các cáo buộc dàn xếp tỷ số đã xuất hiện chống lại đội CS:GO PARTY liên quan đến một trận đấu tại vòng loại khép kín StarLadder Regional Minor Championship CIS năm 2015.

#### Thao túng cấu trúc giải đấu
Thao túng cấu trúc giải đấu là một hình thức gian lận mà trong đó các đội cố tình thi đấu dưới năng lực thực sự hoặc điều chỉnh phần thi đấu của mình ở một ngưỡng nào đó, từ đó tận dụng lợi thế từ cấu trúc hoặc thể thức của giải đấu. Mục tiêu là định vị chiến lược để có lợi thế hơn trong các giai đoạn tiếp theo của giải đấu. Hình thức gian lận này tương đối hiếm trong thể thao điện tử, nhưng có một trường hợp đáng chú ý về thao túng cấu trúc giải đấu đã xảy ra trong bê bối dàn xếp trận đấu Counter-Strike năm 2014, liên quan đến các đội iBUYPOWER và NetCodeGuides.